# 美國陸軍第5特種部隊群
第5特種部隊群（英語：5th Special Forces Group，5th SFG）是美國陸軍特種部隊的的單位之一，曾活躍在越南戰爭之中。其能力是執行非正規作戰、外國內部防禦、直接行動、反叛亂、特種偵察、反恐、資訊作戰、反擴散、安全部隊援助九項主要任務。目前主要負責美國中央司令部轄區範圍內的地區，也就是西亞、中亞、波斯灣、非洲之角等地。